# Гусиноозёрская ГРЭС
Гусиноозёрская ГРЭС — тепловая электростанция (ГРЭС), расположенная в Загустайской долине в городе Гусиноозёрске, на берегу Гусиного озера, Республика Бурятия. Входит в состав Группы Интер РАО с 2012 года. Является субъектом оптового рынка электроэнергии и мощности.

## Описание
Гусиноозёрская ГРЭС является крупнейшей в Забайкалье конденсационной электростанцией и одним из крупнейших предприятий Республики Бурятия. Станция обеспечивает электроэнергией потребителей Бурятии и соседних регионов, а также тепловой энергией город Гусиноозёрск.
Основным топливом для станции является бурый уголь Окино-Ключевского разреза и Гусиноозёрского месторождения. Растопочное топливо — мазут.
Установленная электрическая мощность станции на конец 2017 года составляла 1190 МВт, тепловая мощность станции — 224,5 Гкал/ч, в том числе мощность турбоагрегатов — 221 Гкал/ч. В 2013 году ГРЭС выработала 4823,1 млн кВт⋅ч электрической энергии (или 89,45 % общей выработки Бурятии), отпуск тепловой энергии за тот же период составил 240,2 тыс. Гкал.
ГРЭС с 2012 года является филиалом ОАО «Интер РАО — Электрогенерация», ранее входила в состав ОАО «ОГК-3».
Дымовая труба № 2 достигает высоты 330 метров.

## История
Выбор места строительства новой ГРЭС в Бурятской АССР был выполнен в 1965 году, при этом в качестве основного топлива обосновывалось использование тугнуйских каменных углей. Это решение было согласовано в Госплане СССР с учётом двух замечаний. Во-первых, предлагалось увеличить проектную мощность ГРЭС до 6 энергоблоков по 200 МВт каждый. Во-вторых, использовать бурые угли Холбольджинского участка Гусиноозёрского месторождения. Проектное задание ГРЭС на базе Гусиноозёрских бурых углей было разработано Томским отделением института «Теплоэлектропроект» и утверждено Советом Министров СССР 8 декабря 1968 года (распоряжение № 1335).

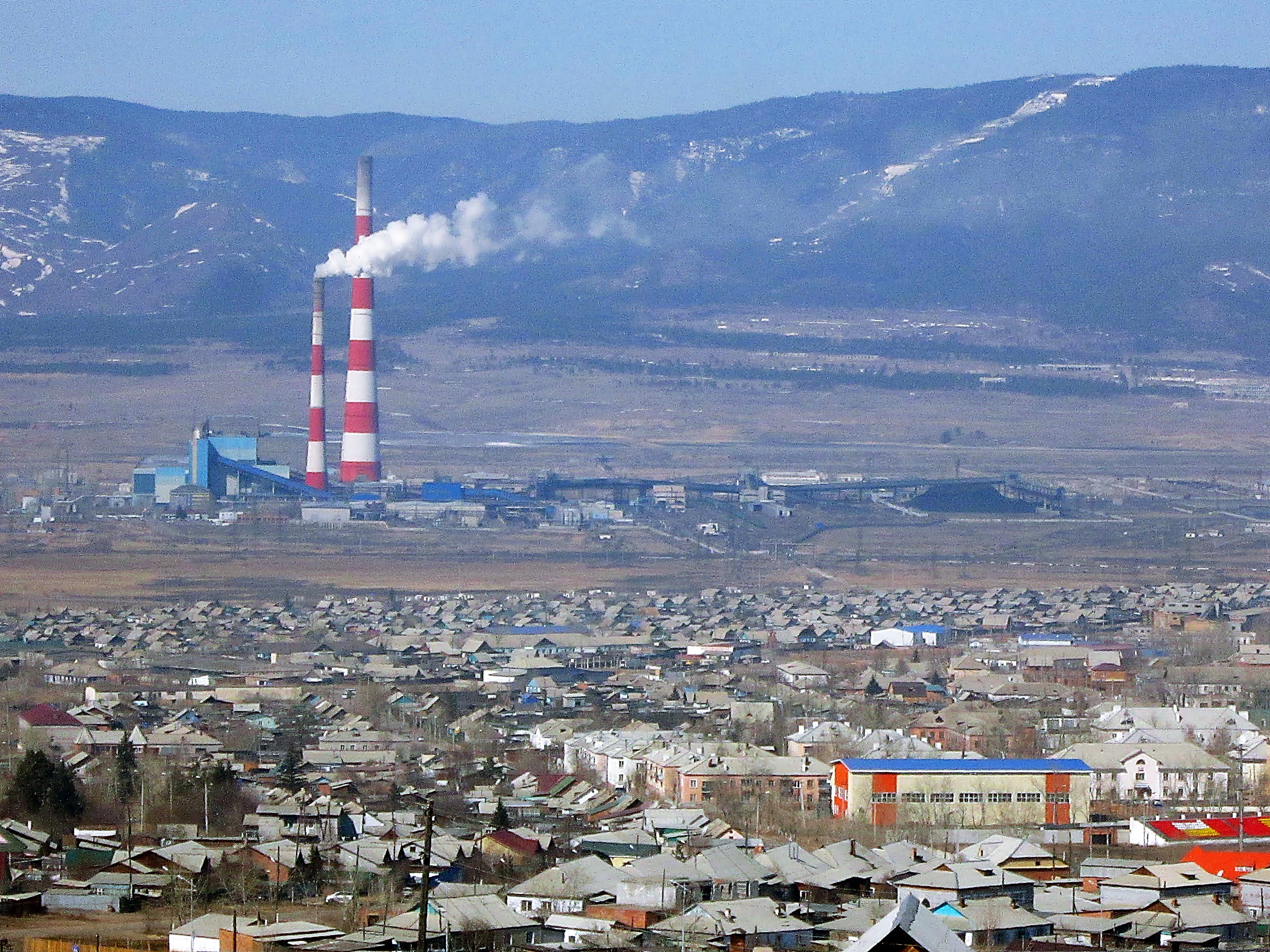
Гусиноозёрск

В 1972 году строительство электростанции объявлено Всесоюзной ударной комсомольской стройкой.
1 декабря 1976 года состоялся пуск первого энергоблока.
В 1981 году на станции возник вопрос по качеству угля Холбольджинского разреза, значительно повысилась зольность топлива. Было принято решение о реконструкции котлоагрегатов первой очереди станции с целью перевода их на сухое шлакоудаление.
Первые четыре энергоблока станции были введены в эксплуатацию с 1976 по 1979 гг., пятый — в 1988 г., шестой — в 1992 г. В 1993—1996 гг. была проведена реконструкция энергоблока № 2. В 2013 году завершено техническое перевооружение энергоблока № 4.
С начала пуска первого энергоблока к 23 июля 2014 года станция выработала более 140 млрд кВт⋅ч электрической энергии.
В конце 2017 года по итогам переаттестации энергоблока № 1, установленная мощность электростанции была увеличена с 1160 до 1190 МВт.
27 января 2024 года на Гусиноозёрской ГРЭС запустили модернизированный энергоблок №2. Всего обновлено три энергоблока с суммарным увеличением мощности на 54 мегаватта. Теперь общая мощность Гусиноозёрской ГРЭС составляет 1244 мегаватта.

## Фоторепортажи
- Дмитрий Чистопрудов. Гусиноозёрская ГРЭС, республика Бурятия. ЖЖ (3 августа 2016). Дата обращения: 10 сентября 2016.